# Bažantov
Bažantov (německy Wosant) je zaniklá osada v Českém lese, v okrese Tachov. Vesnice se nacházela sedm kilometrů jihozápadně od Tachova. Nejbližšími vesnicemi před jejím zánikem byly Lesná a zaniklý Pořejov.

## Historie
Bažantov patřil k nejstarším sídlům na Tachovsku. První písemná zmínka o vsi se datuje do roku 1361 a vyplývá z ní, že ves pravděpodobně existovala již ve 13. století. Zástavbu vesnice tvořila stavení rozmístěná do takzvané okrouhlice kolem návsi se třemi rybníky.

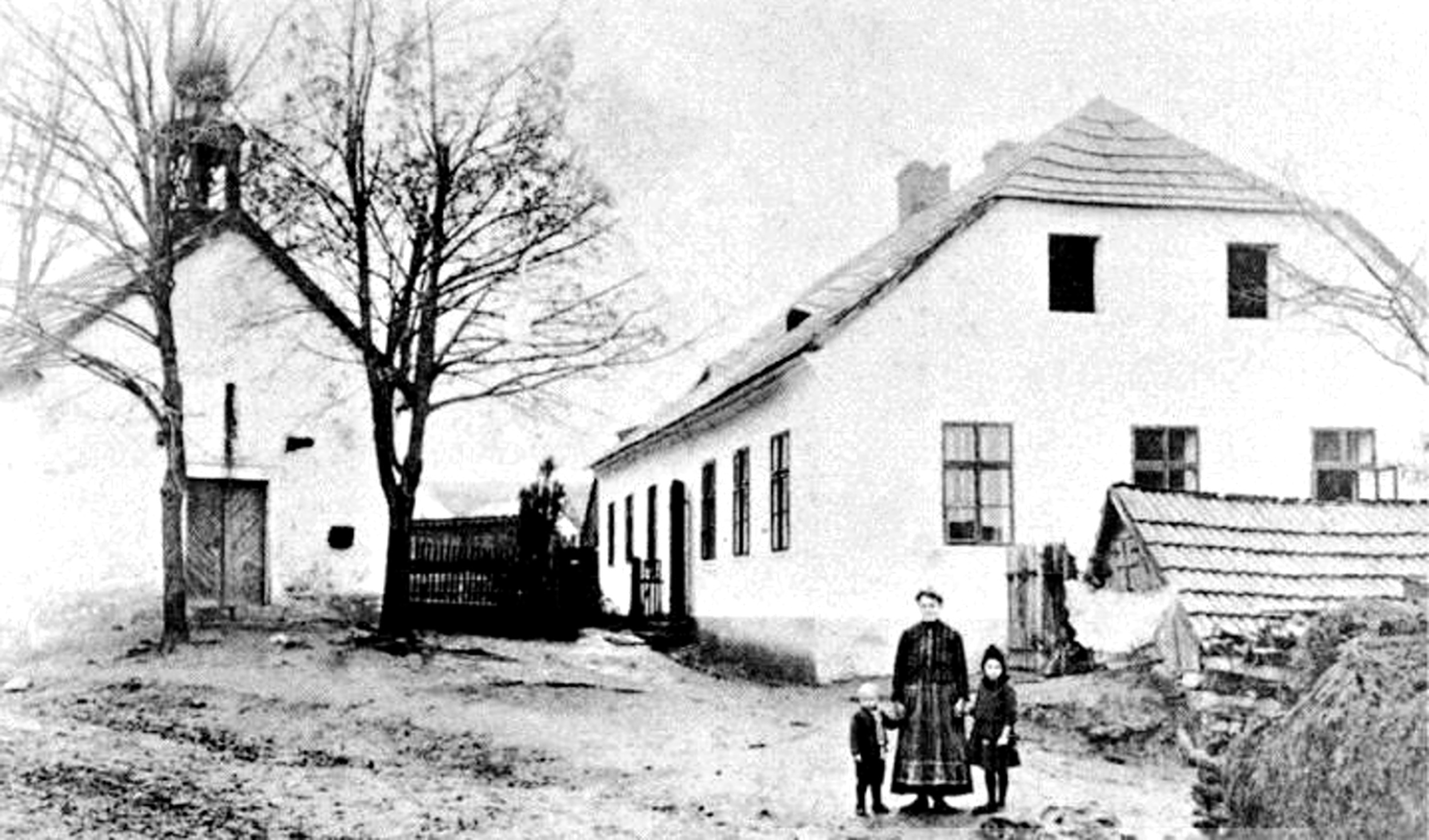
Kaple Nanebevzetí Panny Marie a stará škola v roce 1921

Bažantov patřil k tachovskému panství, ale často byl panovníkem dáván někomu do zástavy. Roku 1475 byla Bažantovu udělena listina, ve které Burjan z Gutštejna potvrdil obyvatelům jejich tradiční práva. V 16. století zde bylo evidováno 32 usedlostí, v první polovině 19. století zde pak stálo 43 domů a v nich bydlelo 330 obyvatel, všichni německy mluvící. V létě roku 1873 ves zachvátil požár a všechny stavby, které byly dřevěné, vyhořely. Zkáze unikl jen dům čp. 44, který stál uprostřed návsi. Domy byly postupně obnoveny a vystavěny ze zdiva. Obnovena a pozdějí rozšířena byla i kaple Nanebevzetí Panny Marie na návsi. V roce 1921 v obci stálo 65 domů a žilo v nich 347 obyvatel.
Po druhé světové válce zde stálo 56 domů. Bažantov se od ostatních vesnic v pohraničí liší tím, že po vysídlení německého obyvatelstva nebyla ves určena ke zbourání, ale byla částečně dosídlena. Díky poloze dále ve vnitrozemí se jí nedotklo ani budování železné opony. Část starých domů byla sice stržena, ale 21 usedlostí bylo opraveno a do vsi byl zaveden i elektrický proud. Noví obyvatelé odtud však brzy odešli. Ještě v roce 1957 bylo v Bažantově trvale obydleno 26 usedlostí, ale roku 1964 to byly už jen 4 stavení. Odchod obyvatel byl dán jednak nekvalitně provedenou rekonstrukcí starých domů, jednak špatnou dostupností vsi. Poslední dům, čp. 7, byl opuštěn roku 1966 a ves pak byla postupně zbořena.

### Současnost
Na místě, kde dříve stála obecní kaple, umístili původní obyvatelé roku 1922 pamětní kříž. Na kopci za vsí směrem na Pořejov stojí stále Bažantovská lípa, stará přibližně 300 let, která byla vyhlášena památným stromem. U památné lípy stávala tzv. Semmelova kaple, z níž zůstalo jen malé zboženiště. Před vysídlením původních obyvatel kaple patřila rodině Langových z čp. 6 v Bažantově.

## Obecní správa
Při sčítání lidu v letech 1869–1930 Bažantov byl samostatnou obcí v okrese Tachov. V roce 1950 byla osadou obce Písařova Vesce v okrese Tachov. V letech 1961–1973 byla částí obce Lesná v okrese Tachov. V následujícím období byla vesnice úředně zrušena.